# تسین (بای روستوک)
شهر تسین (به آلمانی: Tessin) در ایالت مکلنبورگ-فورپومن در کشور آلمان واقع شده‌است.